# Rubis-klassen
Rubis-klassen er en fransk førstegenerationsatomubåd i brug i Marine Nationale. Det er de mest kompakte atomundervandsbåde til dato.
Alle undervandsbådene i klassen (undtaget Casabianca) er navngivet efter smykkesten.

## Historie
Rubis-klassen tilhører samme generation som Redoutable-klassen. Præsident Charles de Gaulle insisterede på at Frankrig skulle anskaffe sig atomdrevne ubåde samt atomvåben, blev programmet startet i 1974. Kølen på Rubis blev allerede lagt i 1976 og i 1979 blev ubåden søsat.

## AMETHYSTE ombygningnen
Det oprindelige design på Rubis viste sig problematisk på grund af et uforudset højt støjniveau. Denne problematik førte til Amethyste lyddæmpningsprogrammet (AMÉlioration Tactique HYdrodynamique Silence Transmission Ecoute) som blev tilføjet de to sidste ubåde i klassen (Améthyste) og Perle).
Améthyste og Perle blev begge længere end den originale Rubis, 73,6 meter mod 72 meter. Opgraderingen inkluderede blandt andet en opgradering af sonar, omformning af skroget og især boven til at forbedre hydrodynamikken omkring skroget samt en opgradering af de elektroniske systemer. Efter de to sidste ubåde blev søsat og testet besluttede man at opgradere de resterende både i klassen til samme standard i perioden mellem 1989 og 1995.
Under Péan-øvelsen i 1998, lykkedes det Casabianca at "sænke" hangarskibet USS Eisenhower samt hendes eskorte, en krydser af Ticonderoga-klassen.

## Design
Skibene er udstyret med et centralt computersystem der er forbundet med ubådens sensorer, og støtter besætningen i at behandle sensorinformationer og skudløsninger til torpedoer. Skroget består af 80 HLES højelastisk stål. Sonardomen og tårnet er bygget af kompositmateriale. Ubådenes bemanding udgøres af to besætninger; Rød og blå besætning der bemander skibet på skift i tre måneder af gangen.
Rubis-klassens afløser er planlagt til at være 2. generationsatomubådene af Barracuda-klassen.

## Skibe i klassen
| Pnt. | Navn       | Kølen lagt         | Søsat              | Indgået            | Skæbne     | Kaldesignal |
| ---- | ---------- | ------------------ | ------------------ | ------------------ | ---------- | ----------- |
| S601 | Rubis      | 11. december 1976  | 9. juli 1979       | 23. februar 1983   | I tjeneste | FARU        |
| S602 | Saphir     | 1. september 1979  | 1. september 1981  | 6. juli 1984       | I tjeneste | FASA        |
| S603 | Casabianca | 19. september 1981 | 22. december 1984  | 13. maj 1987       | I tjeneste | FACK        |
| S604 | Émeraude   | Oktober 1982       | 12. april 1986     | 15. september 1988 | I tjeneste | FAEW        |
| S605 | Améthyste  | 31. oktober 1983   | 14. maj 1988       | 3. marts 1992      | I tjeneste | FAMY        |
| S606 | Perle      | 22. marts 1987     | 22. september 1990 | 7. juli 1993       | I tjeneste | FBEL        |

## Uheld
- S601 Rubis : 20. august 1993 – kollision med olietankeren Lyria[2]
- S604 Émeraude : 30. marts 1994 – Damplækage, 10 dræbte.

## Eksterne links
- Wikimedia Commons har flere filer relateret til Rubis-klassen
- Globalsecurity.org (engelsk)
- naval-technology.com (engelsk)
- ACP 113 (AH) Arkiveret 18. juli 2011 hos  Wayback Machine (engelsk)